# Kuřecí maso

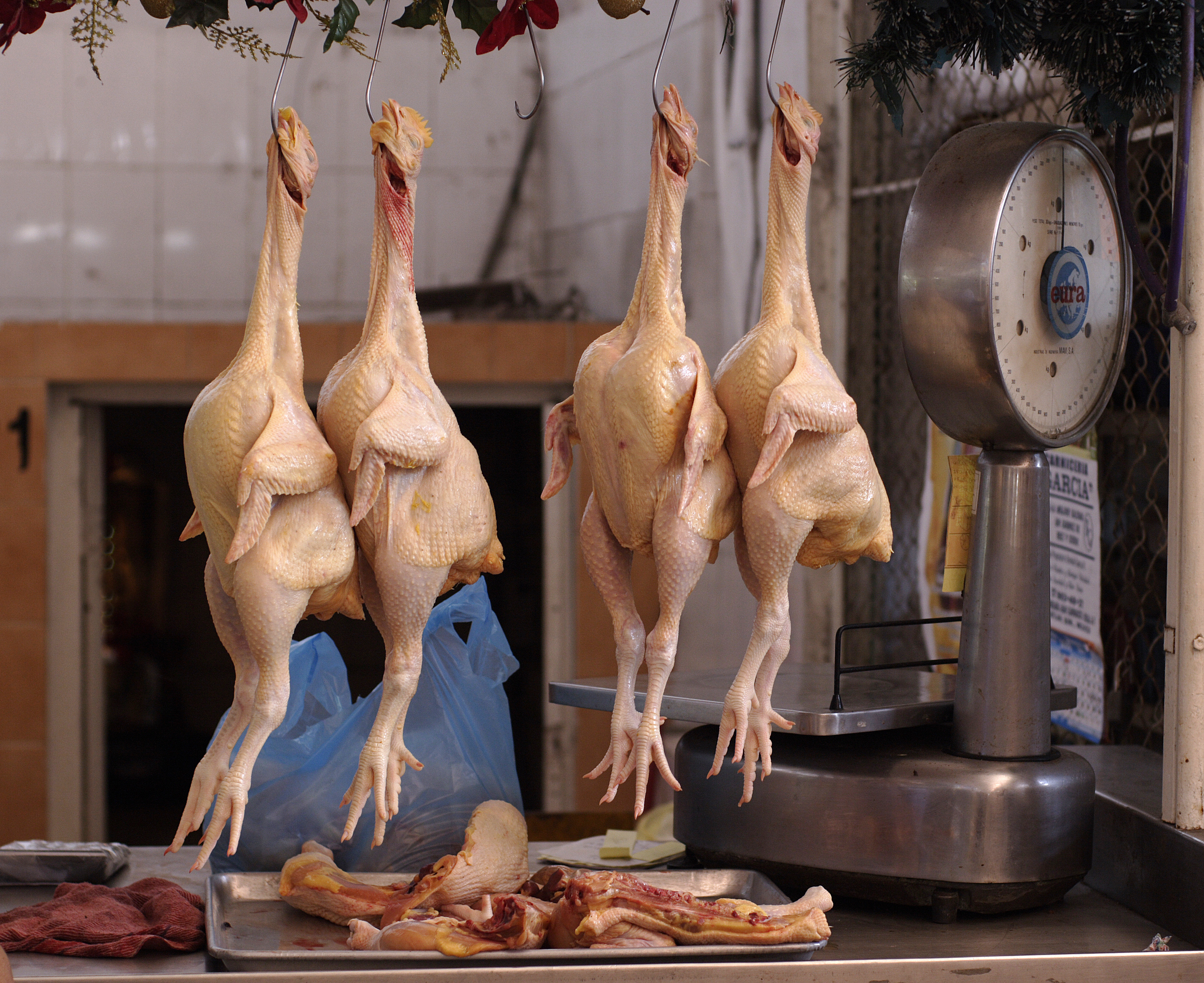
Kuřata na trhu v mexickém městě Mazatlán

Kuřecí maso je druh drůbežího masa, který pochází z kuřat, mláďat kura domácího, hovorově označovaného jako slepice. Patří, spolu s krůtím masem, do skupiny tzv. „bílého“ masa, které je oproti „červenému“ (hovězí, kachní, vepřové, jehněčí) méně tučné, ale obsahuje méně vitamínů a minerálů.
Kuřecí maso se dá připravovat mnoha způsoby (vařit, grilovat, péct, smažit), může se servírovat teplé či studené. Ne všechny způsoby přípravy však zajistí likvidaci patogenů. Často se konzumují prsa kuřete, ze kterých se mohou dělat například řízky, dále pak stehna a křídla.